# Comuna de Szczurowa
Szczurowa (polaco: Gmina Szczurowa) é uma gminy (comuna) na Polónia, na voivodia de Pequena Polónia e no condado de Brzeski (małopolski). A sede do condado é a cidade de Szczurowa.
De acordo com os censos de 2004, a comuna tem 9863 habitantes, com uma densidade 73,3 hab/km².

## Área
Estende-se por uma área de 134,64 km², incluindo:
- área agrícola: 78%
- área florestal: 10%

## Demografia
Dados de 30 de Junho 2004:
|                      | Total   | Total | Mulheres | Mulheres | Homens  | Homens |
| -------------------- | ------- | ----- | -------- | -------- | ------- | ------ |
|                      | pessoas | %     | pessoas  | %        | pessoas | %      |
| População            | 9863    | 100   | 4947     | 50,2     | 4916    | 49,8   |
| Densidade (pop./km²) | 73,3    | 100   | 36,7     | 36,7     | 36,5    | 36,5   |

De acordo com dados de 2002, o rendimento médio per capita ascendia a 1700 zl zł.

## Subdivisões
- Barczków, Dąbrówka Morska, Dołęga, Górka, Kopacze Wielkie, Księże Kopacze, Kwików, Niedzieliska, Pojawie, Popędzyna, Rajsko, Rudy-Rysie, Rylowa, Rząchowa, Strzelce Małe, Strzelce Wielkie, Szczurowa, Uście Solne, Wola Przemykowska, Wrzępia, Zaborów.

## Comunas vizinhas
- Bochnia, Borzęcin, Brzesko, Drwinia, Koszyce, Radłów, Rzezawa, Wietrzychowice